# Holger Rune
Holger Vitus Nødskov Rune (Gentofte, Dinamarca, 29 de abril de 2003) es un tenista profesional danés. Ha ganado 5 títulos del ITF World Tennis Tour y otros 5 del ATP Challenger Tour. Hizo su primera aparición en el ATP Tour en el Argentina Open 2021 y ganó su primer torneo de este circuito en el ATP 250 de Múnich en 2022. Su nota más negativa dentro de las pistas de tenis es su falta de "fair play", al tener gestos y actitudes reprobables en repetidas ocasiones.

## Vida personal
Holger reside en Charlottenlund junto con su madre Aneke Rune, su padre Anders Nødskov y su hermana Alma Nødskov Rune. Entrena en la Academia Mouratoglou desde 2016.

## Trayectoria
En 2014, se convirtió en campeón danés U12 en dobles mixtos con Clara Tauson. Tres años después, ganó el campeonato europeo de singles sub-14. A los 15 años, se convirtió en el campeón de individuales danés más joven al ganar el torneo indoor de 2019.
El 28 de octubre de 2019, alcanzó el puesto número uno mundial en el ranking de juniors de la ITF. El 8 de junio de 2019, Rune derrotó a Toby Alex Kodat para ganar el título individual del Abierto de Francia de 2019. El 28 de octubre de 2019 derrotó a Harold Mayot para ganar las Finales Juveniles de la ITF de 2019.
Holger recibió una invitación y ganó un partido en el Blois ATP Challenger. En ese momento, tenía 16 años, 1 mes y 18 días. Holger también compitió en el Amersfoort Challenger en el mes de julio de 2019, donde capturó su segunda victoria ATP Challenger.
El entrenador de Holger Rune es Lars Christiansen.  Su equipo también forma parte de su madre Aneke Rune quien es su mánager y en el resto del año 2022, Patrick Mouratoglou entrena y ayuda a Holger Rune.

### 2022
Holger recibió una wild card para participar del torneo de Múnich en abril. En segunda ronda, obtuvo la victoria más importante de su carrera contra Alexander Zverev por 6-3 y 6-2. Tras vencer a Emil Ruusuvuori en cuartos de final por 6-0 y 6-2, clasificó por  primera vez en su carrera a las semifinales de un torneo ATP, contra Oscar Otte.

## ATP World Tour Masters 1000

### Títulos (1)
| Año  | Torneo | Superficie | Outdoor/Indoor | Oponente en la final | Resultado     |
| 2022 | París  | Dura       | Indoor         | Novak Djokovic       | 3-6, 6-3, 7-5 |

#### Finalista (3)
| Año  | Torneo       | Superficie    | Ind/Outdoor | Oponente en la final | Resultado     |
| 2023 | Montecarlo   | Tierra batida | Outdoor     | Andrey Rublev        | 7-5, 2-6, 5-7 |
| 2023 | Roma         | Tierra batida | Outdoor     | Daniil Medvédev      | 5-7, 5-7      |
| 2025 | Indian Wells | Dura          | Outdoor     | Jack Draper          | 2-6, 2-6      |

## Títulos ATP (5; 5+0)

### Individual (5)
| Leyenda                   |
| Grand Slam (0)            |
| ATP Finals (0)            |
| ATP Tour Masters 1000 (1) |
| ATP Tour 500 (1)          |
| ATP Tour 250 (3)          |

| N.º | Fecha                  | Torneo     | Superficie    | Oponente en la final    | Resultado        |
| --- | ---------------------- | ---------- | ------------- | ----------------------- | ---------------- |
| 1.  | 1 de mayo de 2022      | Múnich     | Tierra batida | Botic van de Zandschulp | 3-4, ret.        |
| 2.  | 23 de octubre de 2022  | Estocolmo  | Dura (i)      | Stefanos Tsitsipas      | 6-4, 6-4         |
| 3.  | 6 de noviembre de 2022 | París      | Dura (i)      | Novak Djokovic          | 3-6, 6-3, 7-5    |
| 4.  | 23 de abril de 2023    | Múnich (2) | Tierra batida | Botic van de Zandschulp | 6-4, 1-6, 7-6(3) |
| 5.  | 20 de abril de 2025    | Barcelona  | Tierra batida | Carlos Alcaraz          | 7-6(6), 6-2      |

#### Finalista (6)
| N.º | Fecha                 | Torneo       | Superficie    | Oponente en la final  | Resultado     |
| --- | --------------------- | ------------ | ------------- | --------------------- | ------------- |
| 1.  | 2 de octubre de 2022  | Sofía        | Dura (i)      | Marc-Andrea Huesler   | 4-6, 6-7(8)   |
| 2.  | 30 de octubre de 2022 | Basilea      | Dura (i)      | Félix Auger-Aliassime | 3-6, 5-7      |
| 3.  | 16 de abril de 2023   | Montecarlo   | Tierra batida | Andrey Rublev         | 7-5, 2-6, 5-7 |
| 4.  | 21 de mayo de 2023    | Roma         | Tierra batida | Daniil Medvédev       | 5-7, 5-7      |
| 5.  | 7 de enero de 2024    | Brisbane     | Dura          | Grigor Dimitrov       | 6-7(5), 4-6   |
| 6.  | 16 de marzo de 2025   | Indian Wells | Dura          | Jack Draper           | 2-6, 2-6      |

## Títulos ATP Challenger (5; 5+0)

### Individuales (5)
| N.° | Fecha                  | Torneo                   | Superficie    | Oponente en la final | Resultado        |
| --- | ---------------------- | ------------------------ | ------------- | -------------------- | ---------------- |
| 1.  | 6 de junio de 2021     | Challenger de Biella 7   | Tierra batida | Marco Trungelliti    | 6-3, 5-7, 7-6(5) |
| 2.  | 15 de agosto de 2021   | Challenger de San Marino | Tierra batida | Orlando Luz          | 1-6, 6-2, 6-3    |
| 3.  | 21 de agosto de 2021   | Challenger de Verona     | Tierra batida | Nino Serdarušić      | 6-4, 6-2         |
| 4.  | 7 de noviembre de 2021 | Challenger de Bérgamo    | Dura (i)      | Cem Ilkel            | 7-5, 7-6(6)      |
| 5.  | 9 de abril de 2022     | Challenger de San Remo   | Tierra batida | Francesco Passaro    | 6-1, 2-6, 6-4    |

### Finalista (1)
| N.° | Fecha              | Torneo                 | Superficie    | Oponente en la final | Resultado     |
| --- | ------------------ | ---------------------- | ------------- | -------------------- | ------------- |
| 1.  | 30 de mayo de 2021 | Challenger de Oeiras-4 | Tierra batida | Gastão Elias         | 7-5, 4-6, 4-6 |

## Clasificación histórica
| Torneos de Grand Slam            |                 |                 |                 |                 |                 |              |       |        |       |     |
| Abierto de Australia             | A               | A               | A               | A               | 1R              | 4R           | 2R    | 0 / 3  | 7-4   |     |
| Roland Garros                    | A               | A               | A               | A               | CF              | CF           | 4R    | 0 / 3  | 8-3   |     |
| Wimbledon                        | A               | A               | ND              | A               | 1R              | CF           | 4R    | 0 / 3  | 7-3   |     |
| US Open                          | A               | A               | A               | 1R              | 3R              | 1R           | 1R    | 0 / 4  | 1-4   |     |
| Títulos                          | 0               | 0               | 0               | 0               | 0               | 0            | 0     | 0 / 13 | 22-13 |     |
| Ganados-Perdidos                 | 0-0             | 0-0             | 0-0             | 0-1             | 5-4             | 11-4         | 7-4   | 0 / 13 | 22-13 |     |
| Torneos de final de año          |                 |                 |                 |                 |                 |              |       |        |       |     |
| ATP Finals                       | No se clasificó | No se clasificó | No se clasificó | No se clasificó | No se clasificó | RR           |       | 0 / 1  | 1-2   |     |
| Next Gen ATP Finals              | NSC             | ND              | RR              | A               | A               | >20          | 0 / 1 | 1-2    |       |     |
| Títulos                          | 0               | 0               | 0               | 0               | 0               | 0            |       | 0 / 2  | 2-4   |     |
| Ganados-Perdidos                 | 0-0             | 0-0             | 0-0             | 1-2             | 0-0             | 1-2          |       | 0 / 2  | 2-4   |     |
| ATP Tour Masters 1000            |                 |                 |                 |                 |                 |              |       |        |       |     |
| Indian Wells                     | A               | A               | ND              | 1R              | 2R              | 3R           | CF    | 0 / 4  | 5-4   |     |
| Miami                            | A               | A               | ND              | A               | A               | 4R           | 2R    | 0 / 2  | 2-2   |     |
| Montecarlo                       | A               | A               | ND              | 1R              | 2R              | F            | CF    | 0 / 4  | 8-4   |     |
| Madrid                           | A               | A               | ND              | A               | A               | 3R           | 3R    | 0 / 2  | 2-2   |     |
| Roma                             | A               | A               | A               | A               | A               | F            | 3R    | 0 / 2  | 6-2   |     |
| Canadá                           | A               | A               | ND              | A               | 2R              | 2R           | 3R    | 0 / 3  | 3-3   |     |
| Cincinnati                       | A               | A               | A               | A               | 1R              | 2R           | SF    | 0 / 3  | 4-3   |     |
| Shanghái                         | A               | A               | No disputado    | No disputado    | No disputado    | 2R           |       | 0 / 1  | 0-1   |     |
| París                            | A               | A               | A               | A               | G               | CF           |       | 1 / 2  | 8-1   |     |
| Títulos                          | 0               | 0               | 0               | 0               | 1               | 0            | 0     | 1 / 23 | 35-22 |     |
| Ganados-Perdidos                 | 0-0             | 0-0             | 0-0             | 0-2             | 9-4             | 13-8         | 12-7  | 1 / 23 | 35-22 |     |
| ATP Tour 500                     |                 |                 |                 |                 |                 |              |       |        |       |     |
| Róterdam                         | A               | A               | A               | A               | A               | 2R           | 2R    | 0 / 2  | 2-2   |     |
| Acapulco                         | A               | A               | A               | A               | A               | SF           | SF    | 0 / 2  | 6-2   |     |
| Barcelona (individual masculino) | G               | A               | A               | ND              | 1R              | A            | A     | A      | 0 / 1 | 0-1 |
| Halle                            | A               | A               | ND              | A               | 1R              | A            | A     | 0 / 1  | 0-1   |     |
| Londres                          | A               | A               | ND              | A               | A               | SF           | 1R    | 0 / 2  | 3-2   |     |
| Hamburgo                         | A               | A               | A               | A               | 1R              | A            | CF    | 0 / 2  | 2-2   |     |
| Washington                       | A               | A               | ND              | A               | 3R              | A            | A     | 0 / 1  | 1-1   |     |
| Pekín                            | A               | A               | No disputado    | 2R              |                 | 0 / 1        | 1-1   |        |       |     |
| Basilea                          | A               | A               | ND              | F               | SF              |              | 0 / 2 | 7-2    |       |     |
| Títulos                          | 0               | 0               | 0               | 0               | 0               | 0            | 0     | 0 / 14 | 22-14 |     |
| Ganados-Perdidos                 | 0-0             | 0-0             | 0-0             | 0-1             | 5-4             | 11-5         | 6-4   | 0 / 14 | 22-14 |     |
| ATP Tour 250                     |                 |                 |                 |                 |                 |              |       |        |       |     |
| Adelaida I                       | ND              | ND              | A               | ND              | 1R              | 1R           | A     | 0 / 2  | 0-2   |     |
| Adelaida II                      | ND              | ND              | A               | ND              | Q1              | A            | A     | 0 / 0  | 0-0   |     |
| Auckland                         | A               | A               | Q2              | ND              | ND              | A            | A     | 0 / 0  | 0-0   |     |
| Brisbane                         | A               | A               | ND              | ND              | ND              | ND           | F     | 0 / 1  | 4-1   |     |
| Córdoba                          | ND              | A               | A               | A               | 1R              | A            | A     | 0 / 1  | 0-1   |     |
| Montpellier                      | ND              | A               | A               | A               | A               | SF           | SF    | 0 / 2  | 4-2   |     |
| Buenos Aires                     | A               | A               | A               | 1R              | 1R              | A            | A     | 0 / 2  | 0-2   |     |
| Marsella                         | ND              | A               | A               | A               | 2R              | A            | A     | 0 / 1  | 1-1   |     |
| Santiago                         | ND              | ND              | A               | CF              | 1R              | A            | A     | 0 / 2  | 2-2   |     |
| Marbella                         | TD              | TD              | TD              | 1R              | TD              | TD           | TD    | 0 / 1  | 0-1   |     |
| Belgrado                         | ND              | ND              | ND              | A               | 2R              | TD           | TD    | 0 / 1  | 1-1   |     |
| Múnich                           | A               | A               | ND              | A               | G               | G            | SF    | 2 / 3  | 11-1  |     |
| Lyon                             | A               | A               | ND              | A               | SF              | A            | A     | 0 / 1  | 3-1   |     |
| Eastbourne                       | A               | A               | ND              | A               | 1R              | A            | A     | 0 / 1  | 0-1   |     |
| Bastad                           | A               | A               | ND              | 2R              | 1R              | A            | A     | 0 / 2  | 1-2   |     |
| Umag                             | A               | A               | ND              | 1R              | 2R              | A            | A     | 0 / 2  | 0-2   |     |
| Kitzbühel                        | A               | A               | A               | 2R              | A               | A            |       | 0 / 1  | 1-1   |     |
| Metz                             | A               | A               | ND              | CF              | CF              | A            |       | 0 / 2  | 3-2   |     |
| Sofía                            | A               | A               | A               | A               | F               | A            |       | 0 / 1  | 4-1   |     |
| Amberes                          | A               | A               | A               | Q1              | A               | A            |       | 0 / 0  | 0-0   |     |
| Estocolmo                        | A               | A               | ND              | A               | G               | 2R           |       | 1 / 2  | 5-1   |     |
| Títulos                          | 0               | 0               | 0               | 0               | 2               | 1            | 0     | 3 / 28 | 40-24 |     |
| Ganados-Perdidos                 | 0-0             | 0-0             | 0-0             | 6-7             | 20-12           | 6-2          | 8-3   | 3 / 28 | 40-24 |     |
| Representación nacional          |                 |                 |                 |                 |                 |              |       |        |       |     |
| Juegos Olímpicos                 | No Disputado    | No Disputado    | No Disputado    | A               | No Disputado    | No Disputado | A     | 0 / 0  | 0-0   |     |
| Copa Davis                       | Z2              | Z2              | Z2              | Z2              | A               | Z2           |       | 0 / 0  | 4-2   |     |
| Títulos                          | 0               | 0               | 0               | 0               | 0               | 0            | 0     | 0 / 0  | 4-2   |     |
| Ganados-Perdidos                 | 0-0             | 0-0             | 2-0             | 0-0             | 0-0             | 0-1          | 0-0   | 0 / 0  | 4-2   |     |
| Estadísticas                     |                 |                 |                 |                 |                 |              |       |        |       |     |
|                                  | 2018            | 2019            | 2020            | 2021            | 2022            | 2023         | 2024  | T/P    | G-P   |     |
| Torneos                          | 0               | 0               | 0               | 11              | 27              | 18           |       | 56     | 56    |     |
| Títulos                          | 0               | 0               | 0               | 0               | 3               | 1            |       | 4      | 4     |     |
| Finales                          | 0               | 0               | 0               | 0               | 5               | 3            |       | 6      | 6     |     |
| G–P en general                   | 1-0             | 1-1             | 2-0             | 7-13            | 39-24           | 38-18        |       | 4 / 56 | 88-56 |     |
| Victorias %                      | 100%            | 50%             | 100%            | 35%             | 62%             | 71%          |       | 62%    | 62%   |     |

Leyenda
| G | F | SF | CF | #R | RR | C# | P# | NSC | NE | A | Z# | PO | O | P | B | ATP# | TI | TD | ND |

## Ranking ATP al final de la temporada
| Año                     | 2019 | 2020 | 2021 | 2022 | 2023 | 2024 |
| Ranking en individuales | 1019 | 473  | 103  | 11   | 8    | 13   |

## Victorias sobre Top 10
| Año       | 2022 | 2023 | 2024 | Total |
| --------- | ---- | ---- | ---- | ----- |
| Victorias | 8    | 5    | 1    | 14    |

| #    | Jugador               | Ranking | Torneo                                    | Superficie    | Ronda          | Resultado               | Ranking Rune |
| 2022 | 2022                  | 2022    | 2022                                      | 2022          | 2022           | 2022                    | 2022         |
| ---- | --------------------- | ------- | ----------------------------------------- | ------------- | -------------- | ----------------------- | ------------ |
| 1.   | Alexander Zverev      | 3       | Torneo de Múnich, Múnich, Alemania        | Tierra batida | 2R             | 6-3, 6-2                | 70           |
| 2.   | Stéfanos Tsitsipás    | 5       | Roland Garros, París, Francia             | Tierra batida | 4R             | 7-5, 3-6, 6-3, 6-4      | 40           |
| 3.   | Stéfanos Tsitsipás    | 5       | Torneo de Estocolmo, Estocolmo, Suecia    | Dura (i)      | F              | 6-4, 6-4                | 40           |
| 4.   | Hubert Hurkacz        | 10      | Masters de París, París, Francia          | Dura (i)      | 2R             | 7-5, 6-1                | 25           |
| 5.   | Andrey Rublev         | 9       | Masters de París, París, Francia          | 3R            | 6-4, 7-5       | 25                      |              |
| 6.   | Carlos Alcaraz        | 1       | Masters de París, París, Francia          | CF            | 6-3, 6-6 (RET) | 18                      |              |
| 7.   | Félix Auger-Aliassime | 8       | Masters de París, París, Francia          | SF            | 6-4, 6-2       | 18                      |              |
| 8.   | Novak Djokovic        | 7       | Masters de París, París, Francia          | F             | 3-6, 6-3, 7-5  | 18                      |              |
| 2023 |                       |         |                                           |               |                |                         |              |
| 9.   | Daniil Medvedev       | 5       | Masters de Montecarlo, Montecarlo, Mónaco | Tierra batida | CF             | 6-3, 6-4                | 9            |
| 10.  | Jannik Sinner         | 8       | Masters de Montecarlo, Montecarlo, Mónaco | Tierra batida | SF             | 1-6, 7-5, 7-5           | 9            |
| 11.  | Novak Djokovic        | 1       | Masters de Roma, Roma, Italia             | Tierra batida | CF             | 6-2, 4-6, 6-2           | 7            |
| 12.  | Casper Ruud           | 4       | Masters de Roma, Roma, Italia             | Tierra batida | SF             | 6-7(2-7), 6-4, 6-2      | 7            |
| 13.  | Stefanos Tsitsipas    | 6       | ATP Finals, Turín, Italia                 | Dura (i)      | RR             | 2-1 (RET)               | 8            |
| 2024 |                       |         |                                           |               |                |                         |              |
| 14.  | Grigor Dimitrov       | 9       | Masters de Montecarlo, Montecarlo, Mónaco | Tierra batida | 3R             | 7-6(9-7), 3-6, 7-6(7-2) | 7            |

## Finales ITF World Tennis Tour
| Leyenda                                   |
| ----------------------------------------- |
| Circuito mundial de tenis de la ITF (4-3) |

| Títulos por superficie |
| ---------------------- |
| Dura (1-2)             |
| Arcilla (3-1)          |
| Hierba (0-0)           |
| Alfombra (0-0)         |

| Resultado | G-P | Fecha           | Torneo                 | Nivel                 | Superficie | Adversario             | Puntaje        |
| --------- | --- | --------------- | ---------------------- | --------------------- | ---------- | ---------------------- | -------------- |
| Victoria  | 1–0 | Septiembre 2020 | M25 Klosters, Suiza    | Tour mundial de tenis | Arcilla    | Jesper De Jong         | 6-4, 6-2       |
| Derrota   | 1–1 | Septiembre 2020 | M15 Melilla, España    | Tour mundial de tenis | Arcilla    | Timofei Skatov         | 6-3, 0-6, 1-6  |
| Victoria  | 2-1 | Noviembre 2020  | M15 Valldoreix, España | Tour mundial de tenis | Arcilla    | Javier Barranco Cosano | 7-6(0), 6-3    |
| Victoria  | 3-1 | Noviembre 2020  | M15 Antalya, Turquía   | Tour mundial de tenis | Arcilla    | Filip Misolic          | 6-0, 4-0, ret. |
| Derrota   | 3–2 | Enero 2021      | M15 Manacor, España    | Tour mundial de tenis | Dura       | Evan Furness           | 2-6, 7-5, 0-6  |
| Victoria  | 4-2 | Enero 2021      | M15 Bressuire, Francia | Tour mundial de tenis | Dura (i)   | Matteo Martineau       | 7-5, 4-6, 6-3  |
| Derrota   | 4-3 | Febrero 2021    | M25 Villena, España    | Tour mundial de tenis | Dura       | Gastão Elias           | 6-3, 2-6, 1-6  |

## Finales de Grand Slam Junior
| Resultado | Año  | Torneo             | Superficie | Adversario      | Puntaje          |
| --------- | ---- | ------------------ | ---------- | --------------- | ---------------- |
| Victoria  | 2019 | Abierto de Francia | Arcilla    | Toby Alex Kodat | 6-3, 6-7(5), 6-0 |